# Saint-Germer-de-Fly
Saint-Germer-de-Fly település Franciaországban, Oise megyében. Lakosainak száma 1680 fő (2022. január 1.). Saint-Germer-de-Fly Le Coudray-Saint-Germer, Cuigy-en-Bray, Puiseux-en-Bray, Saint-Pierre-es-Champs, Senantes, Ferrières-en-Bray, Gournay-en-Bray és Villers-sur-Auchy községekkel határos.

## Népesség
A település népessége az elmúlt években az alábbi módon változott:
| Lakosok száma | 1703 | 1752 | 1712 | 1713 | 1709 | 1706 | 1690 | 1680 |
|               | 2015 | 2016 | 2017 | 2018 | 2019 | 2020 | 2021 | 2022 |